# Острак, Томаш
То́маш О́страк (чеш. Tomáš Ostrák; род. 5 февраля 2000, Фридек-Мистек) — чешский футболист, полузащитник клуба «Сент-Луис Сити».

## Клубная карьера
Острак — воспитанник клубов «Фридек-Мистек» и немецкого «Кёльн». В 2019 году он был включён в заявку на сезон последних. В том же году Острак на правах аренды перешёл в австрийский «Хартберг». 28 июля в матче против «Маттерсбурга» он дебютировал в австрийский Бундеслиге. 6 октября в поединке против ЛАСКа Томаш забил свой первый гол за «Хартберг». Летом 2020 года Острак вернулся на родину на правах аренды став игроком «Карвины». 23 августа в матче против «Баника» он дебютировал в Гамбринус лиге. 3 октября в поединке против «Зброёвки» Томаш забил свой первый гол за «Карвину». По окончании аренды игрок вернулся в «Кёльн». 28 августа 2021 года в матче против «Бохума» он дебютировал в Бундеслиге. 
В 2022 году Острак перешёл в американский «Сент-Луис Сити», где начал выступать за дублирующий состав. 26 февраля 2023 года в матче против «Остина» он дебютировал в MLS. 19 марта в поединке против «Сан-Хосе Эртквейкс» Томаш забил свой первый гол за «Сент-Луис Сити». 